# DVBBS

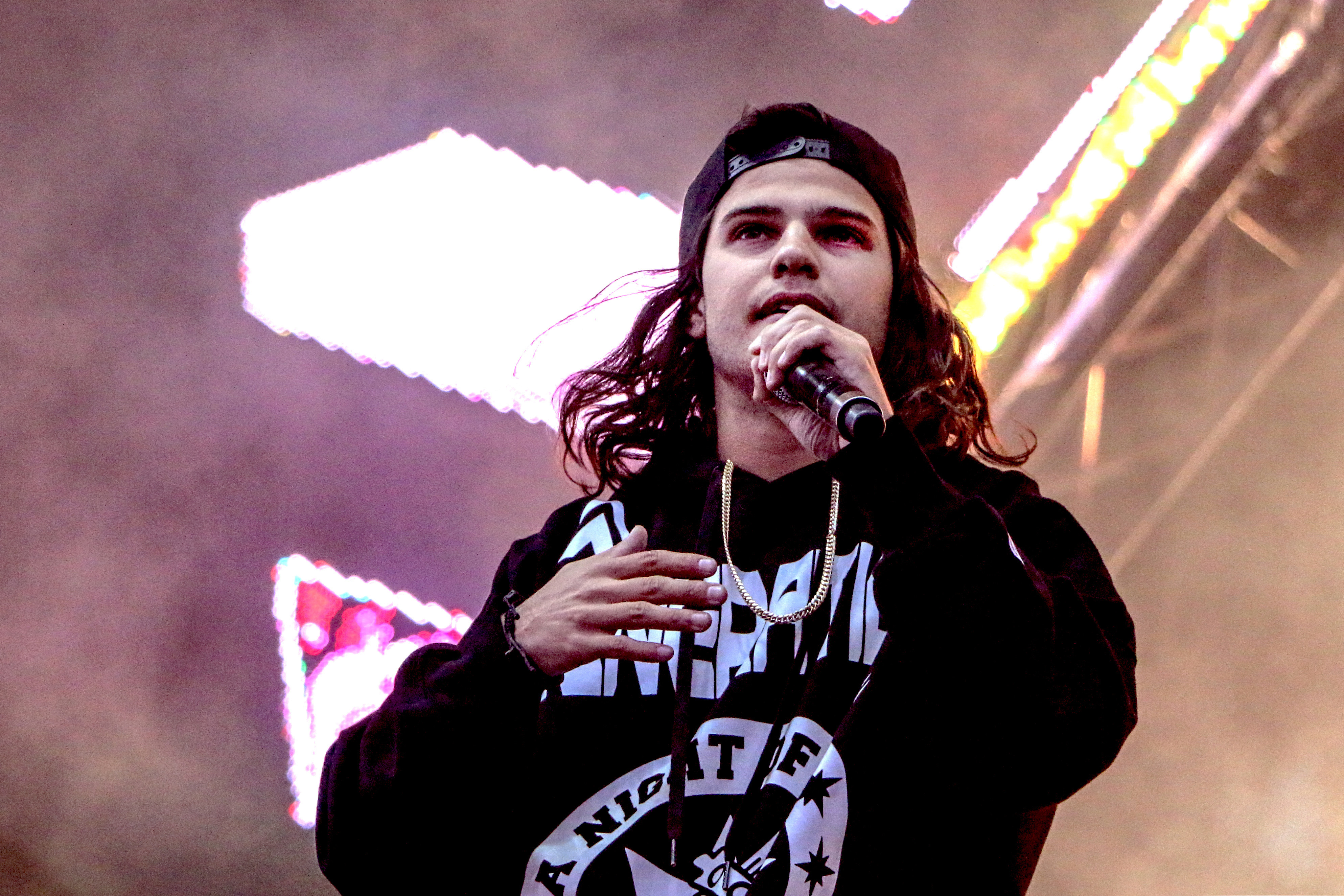
DVBBS bij VELD 2016

DVBBS (ook wel: DUBBS) is een Canadees electroduo van Nederlandse oorsprong. Het duo bestaat uit de dj's Chris Andre (geboren als: Christopher van den Hoef, op 1 januari 1990) en Alex Andre (geboren als: Alexandre van den Hoef, op 17 oktober 1991), twee broers.
Zij werden geboren in Almere met een Franse moeder en Nederlandse vader. Na een scheiding gingen de twee broers met hun vader in het Canadese Toronto wonen. Chris en Alex zijn vooral bekend geworden door de song Tsunami, samen met de DJ Borgeous (John Borger). DVBBS heeft een platencontract bij Universal Music Canada, Kanary, Doorn Records, Spinnin' Records en Showland Records. In 2013 won DVBBS de One To Watch-prijs bij de Canadian Urban Music Awards.

## Discografie

### Singles
| Single met eventuele hitnotering(en) in de Nederlandse Top 40 | Datum van verschijnen | Datum van binnenkomst | Hoogste positie | Aantal weken | Opmerkingen                                                                 |
| ------------------------------------------------------------- | --------------------- | --------------------- | --------------- | ------------ | --------------------------------------------------------------------------- |
| Tsunami                                                       | 09-09-2013            | 21-09-2013            | 1(4wk)          | 27           | met Borgeous / Nr. 1 in de Single Top 100                                   |
| Raveology                                                     | 2014                  | 18-01-2014            | tip21           | -            | met VINAI                                                                   |
| Gold Skies                                                    | 2014                  | 26-07-2014            | 33              | 3            | met Sander van Doorn, Martin Garrix & Aleesia / Nr. 95 in de Single Top 100 |
| Angel                                                         | 2016                  | 05-03-2016            | tip17           | -            | met Dante Leon                                                              |
| La La Land                                                    | 2016                  | 08-05-2016            | 33              | 4            | met Shaun Frank & Delaney Jane / Nr. 90 in de Single Top 100                |
| Too Much                                                      | 2021                  | 27-02-2021            | tip24*          |              | met Dimitri Vegas & Like Mike & Roy Woods                                   |

| Single met hitnotering(en) in de Vlaamse Ultratop 50 | Datum van verschijnen | Datum van binnenkomst | Hoogste positie | Aantal weken | Opmerkingen                                   |
| ---------------------------------------------------- | --------------------- | --------------------- | --------------- | ------------ | --------------------------------------------- |
| Tsunami                                              | 2013                  | 14-09-2013            | 1(1wk)          | 20*          | met Borgeous                                  |
| Raveology                                            | 2014                  | 01-02-2014            | tip88*          |              |                                               |
| Gold skies                                           | 2014                  | 21-06-2014            | tip71*          |              | met Sander van Doorn, Martin Garrix & Aleesia |